# Шевченко (Врадиевский район)
Шевченко (укр. Шевченко) — село в Первомайском районе Николаевской области Украины.
Основано в 1908 году. Население по переписи 2001 года составляло 41 человек. Почтовый индекс — 56322. Телефонный код — 5135. Занимает площадь 0,429 км².

## Местный совет
56320, Николаевская обл., Первомайский р-н, с. Краснополь, ул. Лебеденка, 3